# Вулиця Гребінки (Полтава)
Вулиця Гребінки — вулиця у Шевченківському районі Полтави.